# Heliamphora exappendiculata
Heliamphora exappendiculata es una especie de planta carnívora perteneciente a la familia  Sarraceniaceae. Es un endemismo del macizo de Chimantá y Tepuy Aprada en Venezuela. Fue durante mucho tiempo considerada como una variedad de Heliamphora heterodoxa  pero recientemente ha sido elevada al rango de especie. Esta especie prefiere entornos obscuros y húmedos por sobre otros hábitats, su crecimiento se pronuncia en las gargantas y barrancos de los tepúes donde la superficie es más húmeda. Por lo tanto esta especie representa una minoría acorde a la elección de hábitat.

## Taxonomía
Heliamphora exappendiculata fue descrita por (Maguire & Steyerm.) Nerz & Wistuba y publicado en Memoirs of the New York Botanical Garden 29: 54, en el año 1978.
Etimología
Deriva del latín ex = sin, y appendicula = pequeño apéndice.
Sinonimia
- Heliamphora heterodoxa var. exappendiculata
Maguire & Steyerm. (1978)[2]